# Ifalik Municipality
Ifalik Municipality är en kommun i Mikronesiska federationen.   Den ligger i delstaten Yap, i den västra delen av landet, 1 500 km väster om huvudstaden Palikir. Antalet invånare är 561.
Följande samhällen finns i Ifalik Municipality:
- Ifalik Village